# Ligne de tramway 497/2
Ne doit pas être confondu avec Ligne de tramway 497/1.
La ligne 497/2 d'après son numéro de tableau horaire est une ancienne ligne de tramway du Groupe d'Hasselt de la Société nationale des chemins de fer vicinaux (SNCV) qui a fonctionné entre le 17 avril 1932 et le 25 janvier 1948.

## Histoire
La ligne est mise en service le 17 avril 1932 entre la gare d'Hasselt et Curange par l'électrification des voies de la ligne 497/1.
Elle est supprimée le 25 janvier 1948.

## Exploitation

### Horaires
Tableaux :
- 497 en 1937[2], numéro et tableau partagé avec la ligne d'autobus 497/1 Hasselt Station-État - Haelen Station-État.